# ELPIDA
ELPIDA（エルピーダ）は、プロレスのユニットである。全日本プロレスで活動する。

## 略歴
2024年5月29日、宮原健斗との三冠ヘビー級選手権試合に勝利した安齊勇馬が本田竜輝、綾部蓮、ライジングHAYATOを呼び込み結成。当初は「新ユニット」「集まり」と称されていたが、6月24日後楽園ホール大会の開始直後にメンバー全員でユニット名を発表。「ELPIDA」とは、ギリシャ語で「希望」を意味する言葉を元とした造語である。

## メンバー
- 安齊勇馬（リーダー）
- 本田竜輝
- 綾部蓮
- ライジングHAYATO

## 戦績
三冠ヘビー級王座
安齊勇馬（第72代）
世界ジュニアヘビー級王座
ライジングHAYATO（第68代）
アジアタッグ王座
安齊勇馬&ライジングHAYATO（第125代）
王道トーナメント
- 綾部蓮（2024年優勝）

プロレス大賞
- 2024年度プロレス大賞 殊勲賞（安齊勇馬）